# Les Stroud
Les Stroud é um músico popular canadense, produtor de filmes e apresentador do canal Discovery Channel, mais conhecido como o criador, escritor, produtor, diretor, cinegrafista e apresentador da série de televisão 'Survivorman. Depois de uma curta carreira na indústria da música, Stroud tornou-se um guia de vida selvagem, instrutor de sobrevivência e músico em tempo integral em Huntsville, Ontario. Stroud produziu programação baseada em sobrevivência para  The Outdoor Life Network, The Discovery Channel, The Science Channel e  YTV. As habilidades de sobrevivência transmitidas por assistir os programas de televisão de Stroud foram citadas por várias pessoas como a razão pela qual eles viveram provações de terras angustiantes.